# Seznam zkratek církevních řádů a kongregací
Toto je seznam zkratek vyjadřujících příslušnost k církevním řádům a kongregacím, umisťovaných za jménem:
| zkratka              | latinský název                                                                                          | překlad či český název | zkrácené označení             |
| -------------------- | --- | --- | ----------------------------- |
| AF                   | | Sestry apoštolátu III. řádu sv. Františka | urbanky                       |
| AMBV (AM)            | Congregatio Sororum Ancillarum B. Mariae Virginis                                                       | | služebnice P. Marie           |
| ACS                  | Adoratrices Sanguinis Christi                                                                           | Ctitelky krve Kristovy |                               |
| B                    | Clerici Regulares Sancti Pauli                                                                          | | barnabité                     |
| CCG (CC, CFC)        | Congregatio Fratrum Consolatorum de Gethsemani                                                          | Kongregace bratří těšitelů z Gethseman | těšitelé                      |
| CCRRMM               | Ordo Clericorum Regularium Minorum                                                                      | | karačiolini                   |
| CFSsS (CFSS, CSsS)   | Congregatio Fratrum Sanctissimi Sacramenti                                                              | Kongregace bratří Nejsvětější Svátosti | petrini                       |
| CImConc              | Congregatio Immaculata Conceptio                                                                        | Kongregace Sester Neposkvrněného Početí Panny Marie III. řádu sv. Františka z Assisi: řeholní společenství, které patří do rodiny bratří a sester sv. Františka z Assisi, působící ve farnostech, školách, v charitní službě a 80 let na misiích v Estonsku, kongregace vznikla roku 1846 v Moravské Třebové a její původní název byl „Školské sestry III. řádu sv. Františka pod ochranou Neposkvrněného Početí Panny Marie“, r. 1923 změněn na „Sestry Neposkvrněného Početí Panny Marie III. řádu sv. Františka z Assisi“. | Františkánky Marie Immaculaty |
| CJ (dříve IBMV)      | Congregatio Jesu (dříve Institutum Beatae Mariae Virginis)                                              | Kongregace Ježíšova (dříve Institut blahoslavené Panny Marie) | anglické panny                |
| CMF                  | Congregatio Missionariorum Filiorum Immaculati Cordis Beatae Mariae Virginis                            | Kongregace misionářů synů Neposkvrněného srdce blahoslavené Panny Marie | klaretiáni                    |
| CMSSpS (SSpS)        | Congregatio Missionalis Servarum Spiritus Sancti                                                        | Misijní kongregace Služebnic Ducha svatého | misijní sestry                |
| C.P.                 | Congregatio Passionis Iesu Christi                                                                      | Společenství utrpení Ježíše Krista | passionisté                   |
| CRSA (CanReg)        | Canonici regulares Sancti Augustini / Sacer te Apostolicus Ordo Canonicorum Regularium Sancti Augustini | Řád augustiniánů kanovníků | Augustiniáni kanovníci        |
| CSC                  | Congregatio a Sancta Cruce                                                                              | Kongregace Svatého Kříže |                               |
| CSCIJ                | Congregatio Sororum Carmelitanarum Infantis Jesus                                                       | Kongregace sester karmelitek Dítěte Ježíše |                               |
| CSJ                  | | Sestry svatého Josefa | josefky                       |
| CSSE                 | Congregatio Sororum a Sancta Elisabeth                                                                  | Kongregace Sester sv. Alžběty |                               |
| CSsR                 | Congregatio Sanctissimi Redemptoris                                                                     | Kongregace Nejsvětějšího Vykupitele | redemptoristé                 |
| CSSsS                | | Kongregace sester Nejsvětějšího Spasitele | spasitelky                    |
| CSTF                 | Sororum Tertii Ordinis Sanctae Teresiae a Iesu                                                          | Sestry karmelitky sv. Terezie z Florencie |                               |
| de ND                | Sorores Scholarum Pauperum a Domina Nostra                                                              | Kongregace školských sester de Notre Dame (= Naší Paní) |                               |
| FDC                  | Filiae Divinae Caritatis                                                                                | Kongregace Dcer Božské lásky | dcery Božské lásky            |
| FMA                  | Congregatio Filiarum Mariae Auxiliatricis                                                               | Kongregace Dcer Panny Marie Pomocnice | salesiánky                    |
| FMCS                 | | |                               |
| FMDD                 | | Misijní rodina Donum Dei |                               |
| FSCI                 | | |                               |
| FSP                  | Congregatio Filiarum a Sancti Pauli                                                                     | Dcery sv. Pavla | paulínky                      |
| IBMV                 | Institutum B. Mariae Virginis, Institutum Virgines Anglicanarum                                         | Institut blahoslavené P. Marie | Anglické Panny                |
| ISch                 | Schönstatt-Patres                                                                                       | kněží Schönstattského hnutí |                               |
| ISPX                 | Institutum seculare Pius X.                                                                             | Sekulární institut svatého Pia X. |                               |
| ISSM                 | Institute of the Schoenstatt Sisters of Mary                                                            | Sekulární institut Schönstattské sestry Mariiny |                               |
| KMBM                 | Congregatio Sororum Beatae Mariae Misericordiae                                                         | Kongregace sester Matky Božího milosrdenství | Faustinky                     |
| KSH                  | | |                               |
| KSNS                 | | |                               |
| MC                   | Miles Christi                                                                                           | | Misionáři lásky               |
| MIC                  | Congregatio Clericorum Marianorum ab Immaculata Conceptionis Beatissimae Virginis Mariae                | Kongregace kněží Mariánů | Mariáni                       |
| MId                  | | Misionáři Identes | Misionáři Identes             |
| MS                   | Congregatio Missionariorum Dominae Nostrae a La Salette                                                 | Kongregace Misionáři Matky Boží z La Saletty | Misionáři saletini            |
| MSJ                  | | |                               |
| OCarm                | Ordo Fratrum beatissimae Mariae Virginis de Monte Carmelo                                               | Řád bratří blahoslavené Panny Marie z hory Karmel, Řád bratří karmelitánů | karmelitáni                   |
| O.Cist., OCist       | Ordo cistercensis                                                                                       | Cisterciáci | cisterciáci                   |
| OCD                  | Ordo Carmelitarum discalceatorum                                                                        | Řád bosých karmelitánů | bosí karmelitáni              |
| OCr (OCrucig)        | Ordo Militaris Crucigerorum cum stella rubea                                                            | Rytířský řád křižovníků s červenou hvězdou | křižovníci s červenou hvězdou |
| OCSO                 | Ordo Cisterciensis Strictioris Observantiae                                                             | Řád cisterciáků přísné observance | trapisté                      |
| OF                   | | |                               |
| OFB                  | Ordo Fratrum Bethlemitarum                                                                              | Řád bratří Panny Marie z Betléma | betlemité                     |
| OFM                  | Ordo Fratrum Minorum                                                                                    | Řád menších bratří | františkáni                   |
| OFMCap (OCap, OMCap) | Ordo Fratrum Minorum Capuccinorum                                                                       | Řád menších bratří kapucínů | kapucíni                      |
| OFMConv (OMC)        | Ordo Fratrum Minorum Conventualium                                                                      | Řád menších bratří konventuálů | minorité                      |
| OH                   | Ordo Hospitalarius Sancti Ioannis de Deo                                                                | Hospitálský řád sv. Jana z Boha | milosrdní bratři              |
| OM                   | Ordo Minimorum                                                                                          | Řád Nejmenších bratří sv. Františka z Pauly | pauláni                       |
| OMelit               | Ordo Militaris et Hospitalis Sancti Ioannis Hierosolymitani de Rhodo et Malta                           | Rytířský a špitální řád sv. Jana Jeruzalémského na Rhodu a Maltě | maltézští rytíři              |
| OMI                  | Congregatio Missionariorum Oblatorum Beatae Mariae Virginis Immaculatae                                 | Kongregace misionářů oblátů blahoslavené Panny Marie Neposkvrněné | obláti                        |
| OP                   | Ordo Fratrum Praedicatorum                                                                              | Řád bratří kazatelů | dominikáni, dominikánky       |
| OPraem               | Sacer Candidus et Canonicus Ordo Praemonstratensis                                                      | Řád řeholních kanovníků premonstrátských | premonstráti                  |
| OSA                  | Ordo sancti Augustini                                                                                   | Augustiniáni | augustiniáni                  |
| OSB                  | Ordo Sancti Benedicti                                                                                   | Řád svatého Benedikta | benediktini                   |
| OSBM                 | Ordo Sancti Basilii Magni                                                                               | Řád svatého Basila Velikého | baziliáni                     |
| OSC                  | Ordo Sanctae Clarae                                                                                     | Chudé sestry sv. Kláry | klarisky                      |
| OSCCap               | Ordo Sanctae Clarae Cappucinarum                                                                        | Řád klarisek-kapucínek | klarisky-kapucínky            |
| OSCO                 | | |                               |
| OSE                  | Ordo Sororum Sanctae Elisabeth, Elisabethinae                                                           | Řád svaté Alžběty | alžbětinky                    |
| OSF                  | | Školské sestry sv. Františka | Školské sestry sv. Františka  |
| OSFGr                | Ordo Sancti Francisci Grisearum                                                                         | Kongregace Šedých sester III. řádu sv. Františka | šedé sestry                   |
| OSM                  | Ordo servorum Mariae                                                                                    | Řád služebníků Mariiných | servité                       |
| OSU                  | Ordo S. Ursulae                                                                                         | Řád svaté Voršily | voršilky                      |
| OT                   | Ordo Teutonicus                                                                                         | Řád německých rytířů | němečtí rytíři                |
| OVM                  | | |                               |
| PDDM                 | Piae Discipulae Divini Magistri                                                                         | Kongregace Sester Učednic Božského Mistra | učednice                      |
| RGS                  | | |                               |
| SAC                  | Societas Apostolatus Catholici                                                                          | Společnost katolického apoštolátu | pallotini                     |
| SCB                  | Sorores S. Caroli Borromei                                                                              | Kongregace Milosrdných sester sv. Karla Boromejského | boromejky                     |
| SCH                  | | |                               |
| SCM                  | Congregatio Sorrorum s SS. Cyrillo et Methodio                                                          | Kongregace sester sv. Cyrila a Metoděje | cyrilky                       |
| SCSC                 | Congregatio Sororum Caritatis Sanctae Crucis                                                            | Kongregace Milosrdných sester sv. Kříže | křížové sestry                |
| SDB                  | Societas Don Bosco                                                                                      | Společnost sv. Františka Saleského, Salesiáni Dona Bosca | salesiáni                     |
| SDJ                  | Sœurs de l'Enfant-Jésus                                                                                 | Sestry Dítěte Ježíše |                               |
| SchP                 | Ordo Clericorum Regularium Pauperum Matris Dei Scholarum Piarum                                         | Řád zbožných škol | piaristé                      |
| SDS                  | Societas Divini Salvatoris                                                                              | Společnost Božského Spasitele | salvatoriáni                  |
| SJ (SI, TJ)          | Societas Iesu                                                                                           | Tovaryšstvo Ježíšovo | jezuité                       |
| SMFO                 | Sorores Misericordes Francisci Opaviae                                                                  | Milosrdné sestry III. řádu sv. Františka v Opavě |                               |
| SMOM                 | | |                               |
| SP                   | Ordo Clericorum Regularium Pauperum Matris Dei Scholarum Piarum                                         | Řád zbožných škol | piaristé                      |
| SPraem               | | Kongregace sester premonstrátek | sestry premonstrátky          |
| SSJ                  | Societas Sororum Jesu                                                                                   | Společnost sester Ježíšových | společnost sester Ježíšových  |
| SSND                 | | Chudé školské sestry Naší Paní | školské sestry, "notredamky"  |
| SV                   | Sorores Vitae                                                                                           | Sestry života |                               |
| SVD                  | Societas Verbi Divini                                                                                   | Společnost Božího Slova | verbisté                      |